# Virginia Holocaust Museum
Le Virginia Holocaust Museum (en français : musée de l'Holocauste de Virginie) est une institution américaine, ouverte en 1997, située à Richmond dans l'état de Virginie.
Le musée et le centre d'enseignement ont été créés par Jay M. Ipson, un rescapé des camps. L'objectif pédagogique de cet établissement est l'enseignement sur le Troisième Reich et la Shoah pendant la Seconde Guerre mondiale. Le musée fait partie de ces organisations qui accueillent de jeunes autrichiens dans le cadre du Service autrichien de la Mémoire.
L'entrée au musée est gratuite et le financement de celui-ci est assuré par des dons et des subventions.